# Eburia consobrinoides
Eburia consobrinoides es una especie de escarabajo del género Eburia, familia Cerambycidae. Fue descrita científicamente por Vitali en 2007.
Habita en Jamaica. Los machos y las hembras miden aproximadamente 20-24 mm.